# Pierre Bertrand (Kardinal)

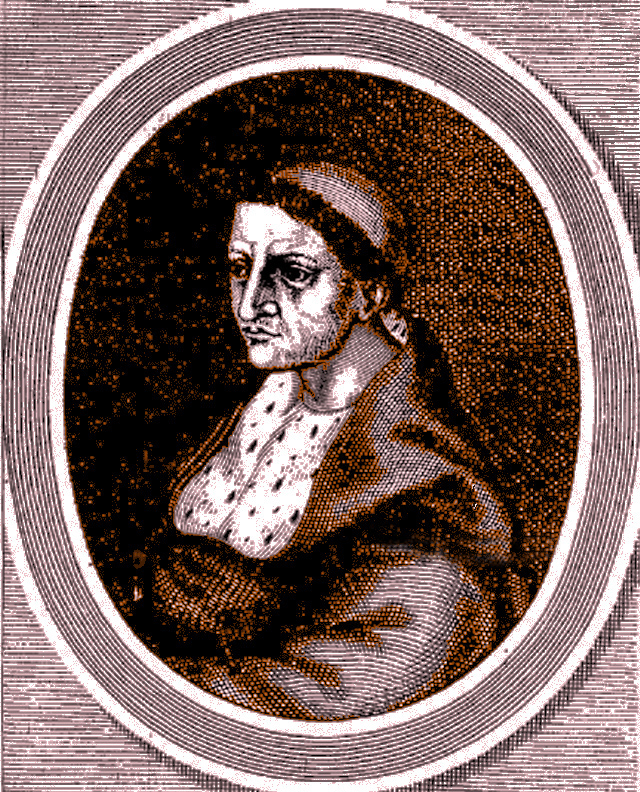
Kardinal Pierre Bertrand der Ältere (Stich von 1660)

Pierre Bertrand (der Ältere) (* März 1280 in Annonay, Vivarais; † 23. Juni 1349 im Priorat Montaut in Villeneuve-lez-Avignon auf dem Avignon gegenüberliegenden Rhoneufer) war ein französischer Kardinal, Theologe und Kirchenrechtler.

## Leben

Wappen als Bischof von Nevers (modernes Schema)

Pierre Bertrand studierte an der Universität von Avignon Philosophie und in Montpellier Jura. Danach wurde er Kanoniker in Le Puy (1296) und Professor in Avignon, Montpellier und Orléans.
Als fähiger Anwalt erhielt er bald eine Position im Parlement von Paris, im königlichen Rat und in der Kanzlei der Königin. Er wurde dann Priester.
In rascher Abfolge wurde er Kanoniker und Dekan von Le Puy-en-Velay, am 28. Januar 1320 Bischof von Nevers und am 19. Mai 1322 Bischof von Autun. 1329 verteidigte er auf dem sogenannten Konzil von Vincennes die kirchlichen Jurisdiktionsansprüche gegen Pierre de Cugnières, der den Vorrang der weltlichen Gerichtsbarkeit vertrat. 1330 sollte Pierre Bischof von Bourges werden, lehnte aber ab. Er wurde zum päpstlichen Legaten, um den Streit zwischen Kaiser Ludwig IV. und dem österreichischen Herzog Friedrich dem Schönen zu schlichten. 1331 gab er seinen Bischofssitz auf. Am 20. Dezember 1331 erhob Papst Johannes XXII. ihn zum Kardinalat und ernannte ihn zugleich zum Kardinalpriester von San Clemente. Im März 1332 wurde er Mitglied der päpstlichen Kurie. Er nahm am Konklave 1334 teil und wurde Legat von Italien, Paris und Brügge. Am 18. Juni 1340 wurde er Dekan von Notre-Dame du Puy. Er nahm am Konklave 1342, das Papst Clemens VI. wählte, teil. Ab 1348 war er Kardinalprotopriester.
Er gründete mehrere wohltätige Organisationen in Annonay, das Collège d’Autun (1343 in Paris), das fünf armen Studenten in Theologie, fünf in Jura und fünf in den bildenden Künsten das Studium ermöglichte.
Pierre Bertrand starb im von ihm gegründeten Priorat Montaut in der Nähe von Avignon.